# كيفن ساندوفال (لاعب كرة قدم)
كيفن ساندوفال (بالإسبانية: Kevin Sandoval)‏ هو لاعب كرة قدم بيروفي، ولد في 3 مايو 1997 في ليما في بيرو.